# Lorenza Visconti
Lorenza Visconti, pseudonimo di Enza Cozzi (Urbino, 24 gennaio 1951), è una cantante italiana.

## Biografia
Nata a Urbino, figlia di un maresciallo dei carabinieri, vive a Bologna.
Ha partecipato al Festival di Sanremo 1971 interpretando, in abbinamento con Edda Ollari, il brano L'ora giusta, che per un solo punto non è stato ammesso alla serata finale. In seguito per qualche tempo si dedicherà all'attività di fotomodella.

## Discografia

### Singoli
- 1971 – L'ora giusta/Pioggia (Dischi Ricordi, SRL 10634)
- 1971 – Io non so vivere/Col cuore (Dischi Ricordi, SRL 10650)